# Scheur (rivier)
Het Scheur is een tak van de delta van de Rijn en de Maas. Dit water stroomt langs de Nederlandse stad Maassluis en werd daarom vroeger ook wel  't Sluisse Diep genoemd; ook Scheurdiep werd wel als naam gebruikt.
Het Scheur is circa 13 km lang en stroomt van kilometerraai 1013, waar de Oude en Nieuwe Maas samenvloeien, naar de Nieuwe Waterweg die begint bij kilometerraai 1026.

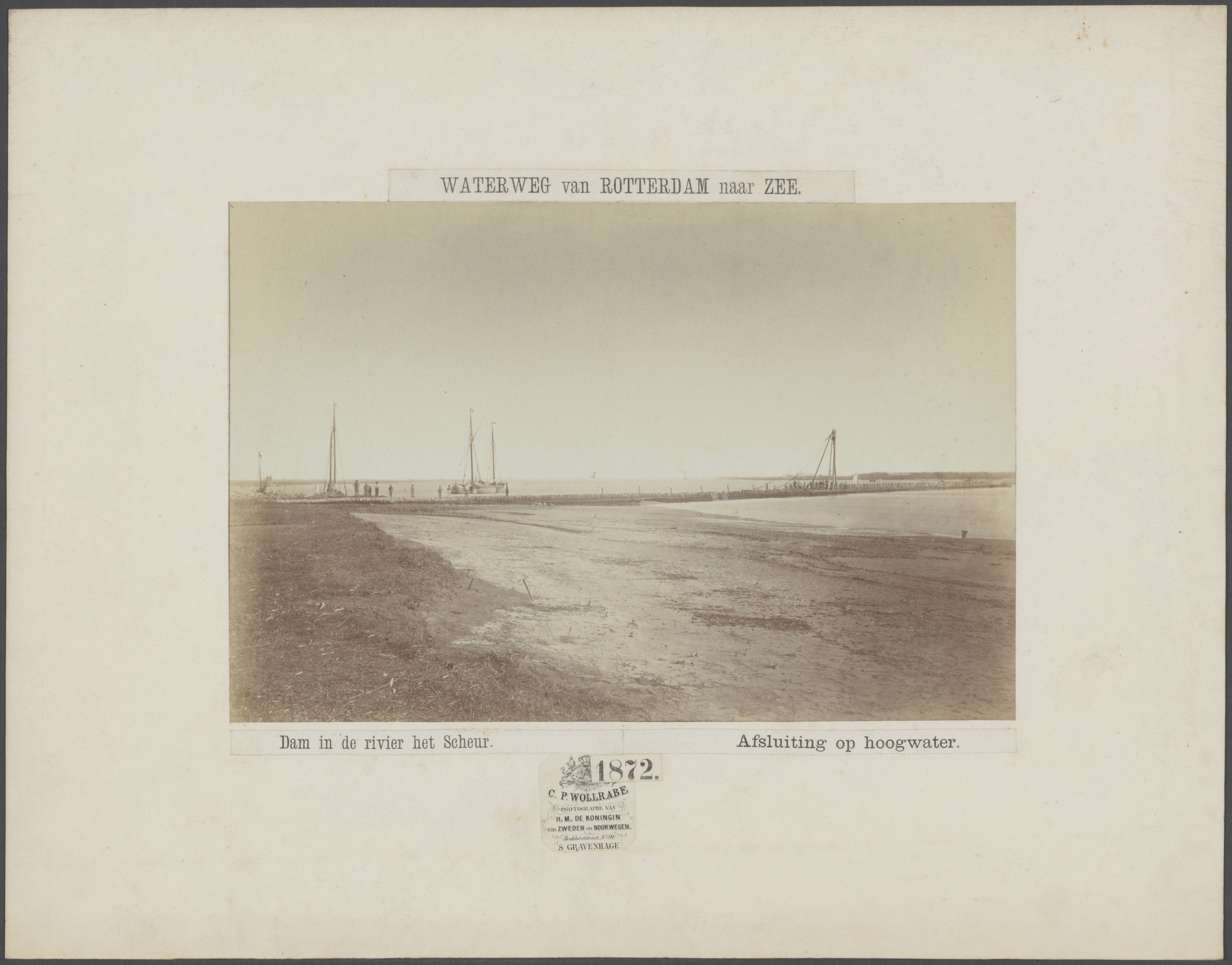
Dam in de rivier het Scheur, 1871

Aan de rivier liggen de gemeentes Vlaardingen (gedeeltelijk), Maassluis en Rotterdam (gedeeltelijk). Oorspronkelijk boog het Scheur ten westen van Maassluis en Rozenburg, ter hoogte van de huidige Maeslantkering naar het zuidwesten af en mondde ten zuiden van het natuurgebied De Beer bij Oostvoorne in de Noordzee uit. Dit afgedamde en inmiddels verdwenen gedeelte van het Scheur, het 'afgedamde Scheur', was ooit een zeer breed deel van de Maasmonding en stond toen bekend als Pan of Krim.
Na de opening van de gegraven Nieuwe Waterweg in 1872 bleef een bocht in het Scheur ter hoogte van Maassluis hinderlijk voor de scheepvaart. De havenhoofden van Maassluis zijn daarom in 1887 met 200 meter verkort en er werden ter plekke zandbanken weggebaggerd. Ook aan Rozenburgse kant werd de oever weggegraven, waardoor de korenmolen op de Kooilandsedijk gesloopt moest worden, en er werden daar kribben in de rivier gelegd. Door deze rechttrekking van het Scheur werd ook de stroomsnelheid van het rivierwater beïnvloed waardoor het probleem van de steeds dreigende verzanding verminderde.

## Verwarring over de naam
Na 1980 was er omtrent de naam van dit rivierdeel verwarring doordat de minister van Verkeer en Waterstaat bij besluit RRV 48173 van 3 september 1980 een 'Lijst namen waterstaatswerken ten westen van Rotterdam' vaststelde, waarin het Scheur zonder verdere naamsvermelding onderdeel was geworden van de Nieuwe Waterweg. De lijst liet de Nieuwe Waterweg beginnen bij de Oude Maas en eindigen bij de Splitsingsdam bij Hoek van Holland. Het gevolg hiervan was dat het Scheur van de topografische kaarten verdween. Zo kwam volgens de plannen de nieuwe Maasdeltatunnel onder de Nieuwe Waterweg te liggen in plaats van onder het Scheur. In 2013 keerde Rijkswaterstaat, de feitelijke veroorzaker van de verwarring, na druk van buitenaf op zijn schreden terug en paste hij zijn Vaarwegenoverzicht aan. Dit bestand wordt als bronbestand gebruikt voor projecten, presentaties, kaartmateriaal en dergelijke. Het Kadaster paste daarop zijn digitale bestanden aan, zoals die onder meer via internet te raadplegen zijn. Het Scheur is daardoor teruggekeerd op de topografische kaarten die het Kadaster levert.